# Kota Besi
Kota Besi is een bestuurslaag in het regentschap Lampung Barat van de provincie Lampung, Indonesië. Kota Besi telt 2364 inwoners (volkstelling 2010).